# Elena Villamandos
Elena Villamandos González (Santa Cruz de Tenerife, 6 de julio de 1971) es una poeta y narradora española.

## Trayectoria
Diplomada en Educación Social, algunos de sus trabajos han sido publicados en antologías de microrrelatos y de poesía como Pluma, tinta y papel, Universo de libros, Perdone que no me calle, Mujeres 88. Antología de poetas canarias y Trilogía Lorquiana 2016-2019 (Tomo III), en homenaje a Federico García Lorca.
Colabora en revistas y suplementos culturales como El perseguidor del Diario de Avisos y la revista literaria digital Dragaria.
En el año 2016 fue autora invitada al Libro Forum Canario celebrado en Tegueste, y en 2018 fue invitada como ponente en el espacio para la información y formación en materia de género, Tenerife Violeta, organizado por el Cabildo Insular de Tenerife.

## Reconocimientos
En 1996 ganó el primer premio de relato corto Isaac de Vega que convoca la Fundación CajaCanarias, entidad que publicó en 1997 el libro colectivo con los textos ganadores Trazos interrumpidos; El día del esclavo; Sombras chinescas. En el año 1999, se hizo con el Premio de cuentos Ciudad de Santa Cruz de Tenerife, con el conjunto de relatos Curiosas Ataduras. En 2020, quedó finalista en el III Certamen Internacional de poesía Mujer y madre convocado por la Asociación de Escritores de Asturias.  
Villamandos está incluida en varios ensayos sobre literatura canaria como Escritoras en su estudio, un texto que aúna testimonios de mujeres escritoras de la isla de Tenerife, obra de  Fabio Carreiro y Leticia Díaz, y en el ensayo Antología de 100 escritoras canarias, obra de la investigadora María del Carmen Reina Jiménez.
En diciembre de 2020, fue incluida en el programa Escritores desvelados puesto en marcha por la Biblioteca Pública del Estado de Santa Cruz de Tenerife con el fin de difundir y promocionar a autoras y autores del Archipiélago canario.

## Obra
- 1997 - Trazos interrumpidos (cuento. Servicio de Publicaciones de la Caja General de Ahorros de Canarias, 1997). ISBN: 84-7985-054-X
- 2000 - Curiosas ataduras (Colección Narrativa; 33. Organismo Autónomo de Cultura, Ayuntamiento de Santa Cruz de Tenerife, 2000). ISBN: 84-89350-45-0.
- 2015 - Pasajeros del tiempo, Editorial Seleer, ISBN: 978-84-17100-49-0[11]
- 2017 - Poética y vida. Poesía reunida 2010-2016, Editorial Punto Rojo Libros, 2016, ISBN: 978-84-16722-41-9. Editorial Escritura entre las nubes, 2018, ISBN: 978-84-17100-49-0 Editorial Escritura entre las nubes, ISBN: 978-84-16385-98-0[12]
- 2017 - Perdone que no me calle, Centro de la Cultura Popular Canaria, (compilado por María Gutiérrez (escritora).
- 2020 - Egipto, Editorial Escritura entre las nubes, ISBN: 978-84-17100-97-1